# مهدی مشیر فاطمی
سید مهدی خان عمادالسلطنه  (۱۲۶۷ اصفهان - ۱۰ دی ۱۳۴۱) که نام خانوادگی مشیر فاطمی برگزید، دولتمرد و قانون‌گذار دوره‌های قاجار و پهلوی بود. او از پایه گذاران تقسیمات کشوری امروز ایران است.

## زندگی‌نامه
سید مهدی فاطمی در سال ۱۲۶۷ (و به قول دیگر در ۱۲۶۳) به دنیا آمد. او پسر ارشد محمدباقر خان نائینی مشیرالملک پسر میرزاعلی‌محمدخان طباطبایی بود. خانواده او از سادات طباطبایی و از نوادگان قاضی نورالهدی نائینی بودند.
پدرش محمدباقر خان از منشیان و مستوفیان ظل‌السلطان حاکم اصفهان و مردی بسیار متدین بود، به حدی که روحانیون ارشد اصفهان به او اجازه اجتهاد داده بودند. مهدی تحصیلات ابتدایی را از معلمان خصوصی فرا گرفت و سپس به مدرسه باقریه اصفهان رفت که پدرش ساخته بود رفت. هر چند در آن زمان رسم بود که اعیان فرزندان خود را برای تحصیلات عالیه به اروپا بفرستند اما تعصب دینی باقرخان اجازه نداد به این کار اقدام کند. لذا سید مهدی خان در همان اصفهان به تحصیل ادبیات فارسی و زبان عربی و ترسل پرداخت. او همچنین با افسرالسلطنه دختر ظل‌السلطان ازدواج کرد.
نخستین شغل سید مهدی خان خدمت در وزارت مالیه بود و چندی در یزد، کرمان، فارس و اصفهان سمت پیشکاری داشت. در چهارمین و پنجمین دوره مجلس شورای ملی نماینده اصفهان شد. پیش از پایان دوره پنجم، در سال ۱۳۰۳ در کابینهٔ سردار سپه به وزارت معارف و اوقاف و صنایع مستظرفه رسید اما کل دوران خدمت او در این مقام به پنج ماه هم نرسید.
در نخستین دولتی که در دوره پادشاهی رضا شاه تشکیل شد، وزارت عدلیه با او بود. وی در مراسم تاجگذاری رضاشاه پهلوی که در روز یکشنبه ۴ اردیبهشت ۱۳۰۵ انجام شد، حامل عصای مرصع سلطنتی بود. همان سال به نمایندگی اصفهان به مجلس رفت (دوره ششم) تا اینکه با ترمیم کابینه حسن مستوفی در بهمن ماه، وزیر داخله (کشور) شد اما دوران وزارتش سه ماه بیشتر طول کشید و در اردیبهشت سال بعد کنار رفت. مهمترین گام او در این مدت، اقدام برای تدوین تقسیمات کشوری بود که در نهایت به شکل استان‌بندیهای امروز کشور درآمد.
مشیرفاطمی در دوره هشتم نیز که در سال ۱۳۰۹ تشکیل شد، نماینده اصفهان بود. پس از پایان دوره نمایندگی‌اش در سال ۱۳۱۲ به استانداری گیلان منصوب شد و تا سال ۱۳۱۷ در این سمت باقی ماند. بعد از آن مورد غضب رضاشاه پهلوی قرار گرفت و چهارده ماه زندانی شد.
پس از شهریور ۱۳۲۰ و سقوط رضا‌شاه در آذر ۱۳۲۱ تا آذر ۱۳۲۲ شهردار تهران شد. سال بعد به عنوان نماینده نائین به دوره چهاردهم مجلس شورای ملی راه یافت. مشیر فاطمی بیمار شد و برای درمان بیماری به اروپا رفت. پس از بازگشت، با تشکیل مجلس سنا در سال ۱۳۲۸ به نمایندگی اصفهان در این مجلس انتخاب شد. در این زمان وی تمام ملک و مستغلات خود از جمله خانهٔ بزرگی در خیابان ژاله را بخشیده یا فروخته بود و در خانه‌ای کوچک در تهران که اجاره کرده بود زندگی می‌کرد.
در آبان ۱۳۳۳ هشت ماه پس از تشکیل دوره دوم مجلس سنا، بار دیگر به نمایندگی از اصفهان به این مجلس رفت و در دوره بعد نیز بر همین کرسی نشست. استانداری کرمان و فارس از جمله دیگر مشاغلی بود که او در طول خدمات دولتی‌اش عهده دار شد.
مشیر فاطمی سرانجام در دهم دی ۱۳۴۱ هنگامی که سناتور دور سوم بود درگذشت. پسرش عبدالحسین به معاونت نخست‌وزیری رسید و در دوره‌های هجدهم و نوزدهم نماینده اصفهان در مجلس شد.